# Яцук, Сергей Григорьевич
Сергей Григорьевич Яцук (30 мая 1930, пос. Яковлевка, Кустанайская область — 28 февраля 2022, Москва) — советский и российский военачальник. Участник афганской войны, первой чеченской войны. Заместитель командующего войсками Северо-Кавказского военного округа (1991—1999). Генерал-майор.

## Биография
Родился 30 мая 1930 года в посёлке Яковлевка Орджоникидзевского (ныне Денисовского) района Кустанайской области, Казахстан в семье сельских тружеников. В 1949 г. окончил техникум механизации. Один год работал техником-механиком.

### Образование
- 1954 году танковое училище
- 1964 году Военной академии БТВ
- 1973 году Академии Генерального штаба

### На воинской службе
В октябре 1950 года был призван в Советскую армию рядовым солдатом. В 1951 году поступил и в 1954 году окончил танковое училище. До 1964 года служил на должностях командира танкового взвода, учебной танковой роты, танкового батальона. В 1964 году окончил Бронетанковую академию. После окончания БТ академии проходил службу в качестве начальника штаба танкового полка, заместителя командира мотострелковой дивизии.

### На высших должностях
В 1973 году окончил академию Генерального штаба и получил назначение на должность командира танковой дивизии. Служил на должностях заместителя командующего общевойсковой армией, заместителя командующего войсками ЗакВО по боевой подготовке, начальника управления боевой подготовки Ставки Главнокомандующего войсками Южного направления.
Трижды выполнял интернациональный долг на Ближнем Востоке, прошёл через Афганистан, был военным советником лидера Сирии Хафеза Асада, от которого получил в награду золотую саблю.

### В отставке

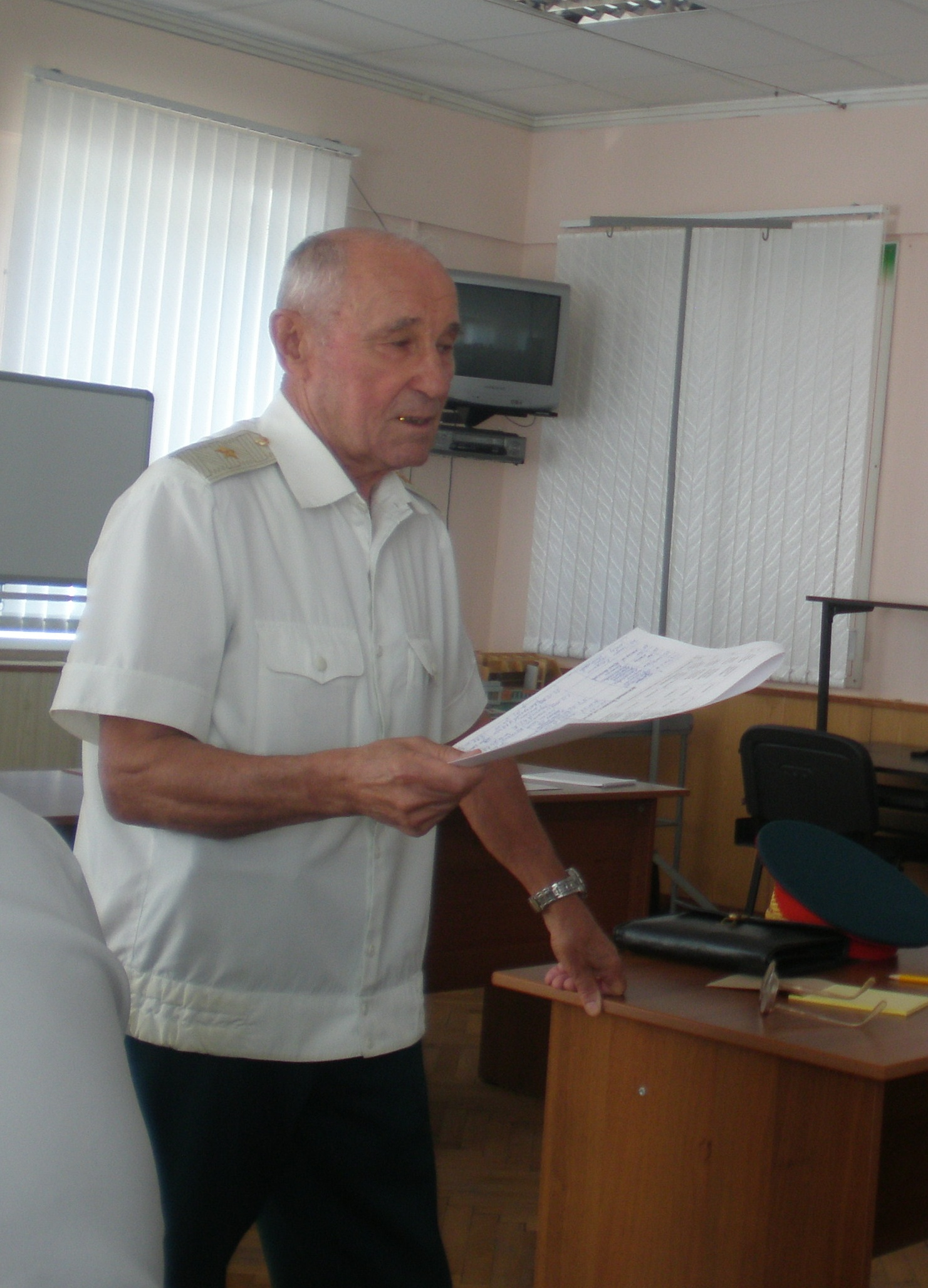
Яцук С. Г. - руководитель Краснодарской группы инспекторов ОСК ЮВО. Краснодар 2012.

С 1996 по 2020 жил и работал в городе Краснодар.
Работал на должности советник губернатора Краснодарского края по вопросам гражданской обороны. 
С 2012 года Инспектор Группы инспекторов Объединённого стратегического командования Южного военного округа Министерства обороны Российской Федерации.
Руководил подгруппой "Краснодар" Группы инспекторов ОСК ЮВО. Принимал активное участие в воспитании молодого поколения — школьников и студентов краснодарских учебных заведений, передавал свои богатые знания и опыт командирам воинских частей.
Умер 28 февраля 2022 года. 

## Семья
- отец — Григорий Ильич, сельский труженик
- мать — Пелагея Фёдоровна, сельская труженица
- брат — Николай Григорьевич, лётчик. Прошёл войну, был несколько раз ранен жил в Львове.
- брат — Иван Григорьевич, погиб в 1943 году в Белоруссии.
- брат — Владимир Григорьевич Яцук, лауреат Государственной премии, доктор технических наук, академик электротехнической Академии, генеральный директор ООО «Гамем».[2]
- сестра — Валентина Григорьевна Бушуева, после окончания Челябинского педагогического института двадцать лет работала в сельской школе, а затем в Чебаркуле, где вскоре стала заведовать Гороно.
- сестра — Вера Григорьевна Семёнова, окончила педагогический институт. «Почётный гражданин города Костаная» (25.06.1997 г)ПОЧЕТНЫЕ ГРАЖДАНЕ ГОРОДА КОСТАНАЯ.
- жена
- дети

## Знаки отличия
- Орден Красной Звезды
- Орден «За службу Родине в Вооружённых Силах СССР» 2 степени
- Орден «За службу Родине в Вооружённых Силах СССР» 3 степени
- Орден «Знак Почёта»
- Медаль «За укрепление боевого содружества»
- Юбилейная медаль «Двадцать лет Победы в Великой Отечественной войне 1941—1945 гг.»
- Юбилейная медаль «50 лет Вооружённых Сил СССР»
- Юбилейная медаль «60 лет Вооружённых Сил СССР»[3]
- Юбилейная медаль «70 лет Вооружённых Сил СССР»[4]
- Медаль «За безупречную службу» I степени
- Медаль «За безупречную службу» II степени
- Медаль «За безупречную службу» III степени
- Медаль «За ратную доблесть» и др.

- Иностранные награды.
- Золотая сабля от Президента Сирии Хафеза Асада